# Risoluzione 338 del Consiglio di sicurezza delle Nazioni Unite
La risoluzione 338 del Consiglio di sicurezza delle Nazioni Unite venne approvata per auspicare un cessate il fuoco durante la guerra dello Yom Kippur, a seguito di una proposta congiunta di Stati Uniti d'America ed Unione Sovietica.
La risoluzione imponeva alle parti in conflitto un cessate il fuoco entro 12 ore dall'approvazione della stessa.
L'espressione "sotto i migliori" auspici, contenuta nel terzo punto del dispositivo, fu interpretata come riferita agli auspici statunitensi e sovietici, piuttosto che quelli delle Nazioni Unite. Di fatto l'accordo su tale espressione tra le due superpotenze portò a stabilire il clima della conferenza di Ginevra, tenutasi due mesi più tardi.
La risoluzione venne approvata da quasi tutti i membri del Consiglio di Sicurezza, eccetto la Repubblica Popolare Cinese, che non prese parte alla votazione.
Nonostante l'accordo generale in seno al Consiglio, i termini della risoluzione non vennero rispettati, portando quindi all'approvazione della risoluzione 339 che finalmente riuscì a interrompere le ostilità.

## Testo
1. Richiama le parti al presente combattimento per cessare il fuoco e terminare immediatamente tutte le attività militari, non più tardi di dodici ore dall’adozione di tale risoluzione, nelle posizioni che occupano ora.
2. Richiama le parti in causa affinché immediatamente dopo il cessate il fuoco inizino l'applicazione della risoluzione 242 del Consiglio di Sicurezza, in tutti i suoi punti.
3. Decide che, immediatamente ed in concomitanza con il cessate il fuoco, inizieranno negoziati tra le parti in causa sotto i migliori auspici volti a garantire una immediata e duratura pace al Medio Oriente.»
(Risoluzione 338 (1973) del Consiglio di Sicurezza ONU - 22 ottobre 1973)

## Mancato rispetto della risoluzione
Il cessate il fuoco venne rapidamente rotto, ed ognuna delle due parti si affrettò ad accusare l'altra di ciò.
Secondo alcune fonti, le disposizioni della 338 vennero violate dall'Egitto, poiché il Terzo Corpo d'Armata provò a rompere l'accerchiamento in cui si trovava da parte delle forze israeliane. Di fatto l'azione egiziana e l'arrivo al Cairo di aiuti militari sovietici, indusse Israele a stringere ulteriormente la morsa sugli egiziani.
Secondo altre fonti furono gli israeliani a non rispettare il cessate il fuoco. Per la prima volta l'Unione Sovietica si trovava in una posizione di negoziatore diretto fra arabi ed israeliani. Ciò non fu gradito da Golda Meir, la quale però non aveva molti margini per sottrarsi a questo fatto compiuto. Tuttavia la Meir era determinata a conquistare tutto il vantaggio strategico possibile prima della fine del conflitto. Di fronte all'incredibile intreccio della linea del fronte in cui si trovavano le truppe, la Meir ordinò un assalto finale e l'attraversamento del canale di Suez. Ciò spinse di lì a poco l'Unione Sovietica ad un diretto coinvolgimento nel conflitto.